# Cold Spring Harbor perspectives in biology
Cold Spring Harbor perspectives in biology is een internationaal, aan collegiale toetsing onderworpen wetenschappelijk tijdschrift op het gebied van de celbiologie. De naam wordt in literatuurverwijzingen meestal afgekort tot Cold Spring Harb. Perspect. Biol. Het wordt uitgegeven door Cold Spring Harbor Laboratory Press en verschijnt maandelijks.